# Giuseppe Failla
Giuseppe Failla (Vercelli, 7 novembre 1922 – Montenegro, 12 luglio 1944) è stato un militare e partigiano italiano.

## Biografia
Nel 1941 entra all'Accademia Militare di Modena, diventando sottotenente, frequenta la specializzazione alpinistica a Cortina d'Ampezzo e viene inviato in Montenegro assieme al 4º Reggimento alpini paracadutisti "Monte Cervino", nella compagnia di battaglione "Intra", ai primi di settembre.
Dopo l'8 settembre, entra a far parte della Divisione italiana partigiana Garibaldi (Montenegro), ammalatosi di tifo petecchiale deve rimanere alcuni mesi in ospedale, dove viene lasciato mentre la divisione Garibaldi dever ritirarsi. Successivamente entra a far parte della brigata "Kraiska" della XXVII divisione dell'Esercito Popolare di Liberazione Jugoslavo, fu apprezzato dagli jugoslavi per il coraggio per la conoscenza della lingua e della cultura locale, operò nella zona di Trnovo e Mostar.
Muore il 12 luglio 1944, durante un combattimento con le truppe tedesche, nel vano tentativo di aiutare i suoi soldati.

## Onorificenze
Sottotenente 4º Reggimento Alpini, Partigiano combattente